# 상 (형상)
상(銅像)은 사람이나 동물을 조각해서 만든 예술 작품을 말한다. 보통 전시를 목적으로 한 전신 조각품을 뜻하고, 가슴 윗 부분만 만든 동상은 특별히 흉상이라고 한다. 역사적인 일을 기념하기 위한 기념물로 만들어지는 경우가 많아, 그 사건에 영향을 끼친 사람을 형상화 해서 공공 장소에 전시한다. 18세이 이후에는 사회 공동체의 공공미술로 많이 세워졌다.

## 용어
보통 구리 등 쇠로 만든 조각상은 동상(銅像), 돌로 만든 것은 석상(石像), 나무로 만든 인형은 목상(木像)이라고 한다. 반면에 영어 ‘스태추’(영어: statue)는 재료 구분없이 모든 조각상을 부르는 말이다.

## 종류
- 정복자의 업적 과시
  - 고대 이집트, 그리스 로마 시대
- 전체주의 국가 통치를 위한 정치적 도구
  - 소련 스탈린 정권. 중화인민공화국 혁명과 계급 선전물
- 특정한 역사적 사건이나 인물, 사회 가치와 이념을 나타내는 기념비
  - 애국자, 전쟁영웅이나 장군 등
  - 민주주의 위인상, 기념물
  - 경제 산업 발전 기념물
  - 미국 자유의 여신상
- 종교적 신념
  - 교회 조각상
  - 삼국 시대 불상인 석굴암

## 같이 보기
위키미디어 공용에 상 관련 미디어 분류가 있습니다.
- 피겨
- 불상
- 입상

## 사진

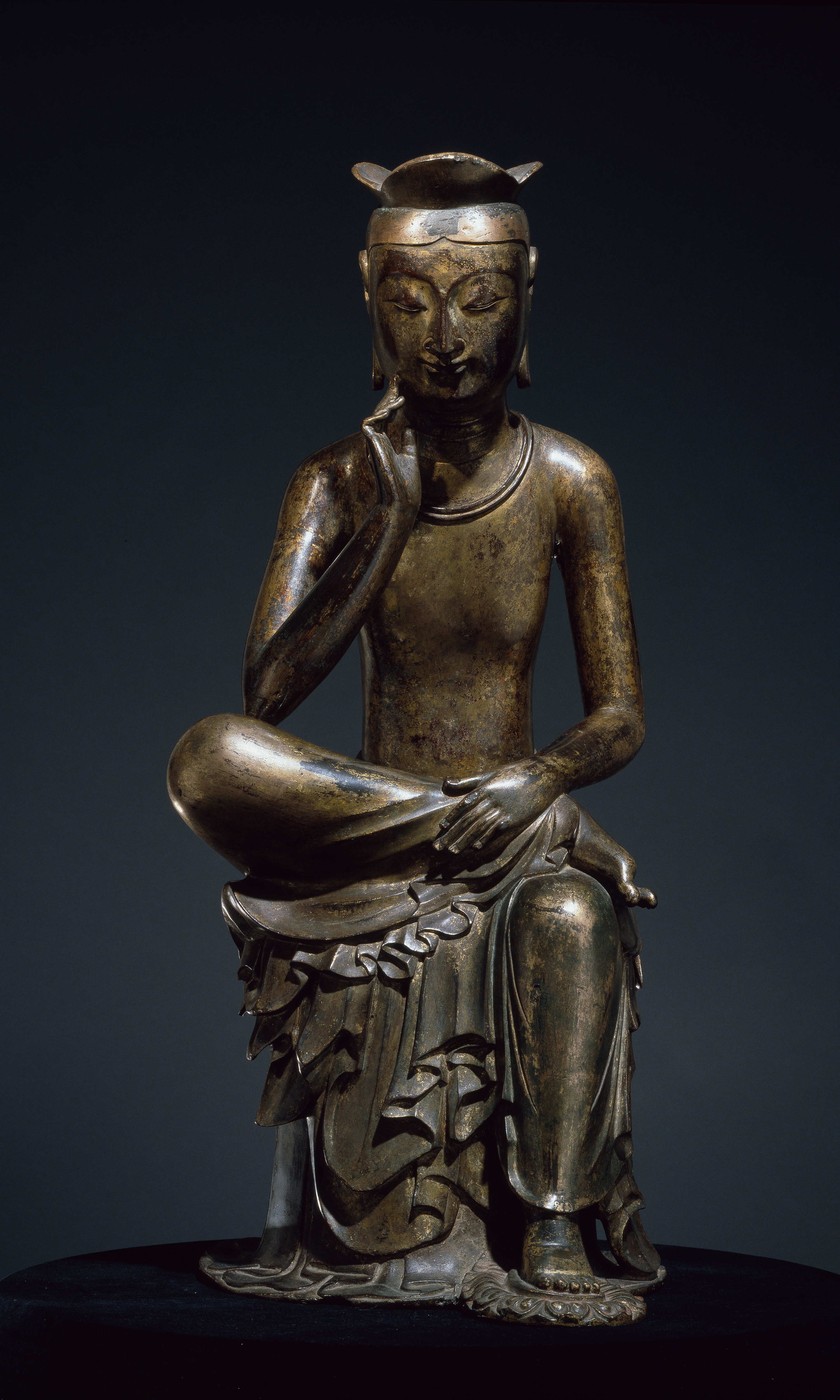
금동미륵보살 반가사유상 7세기경 국보 83호 1
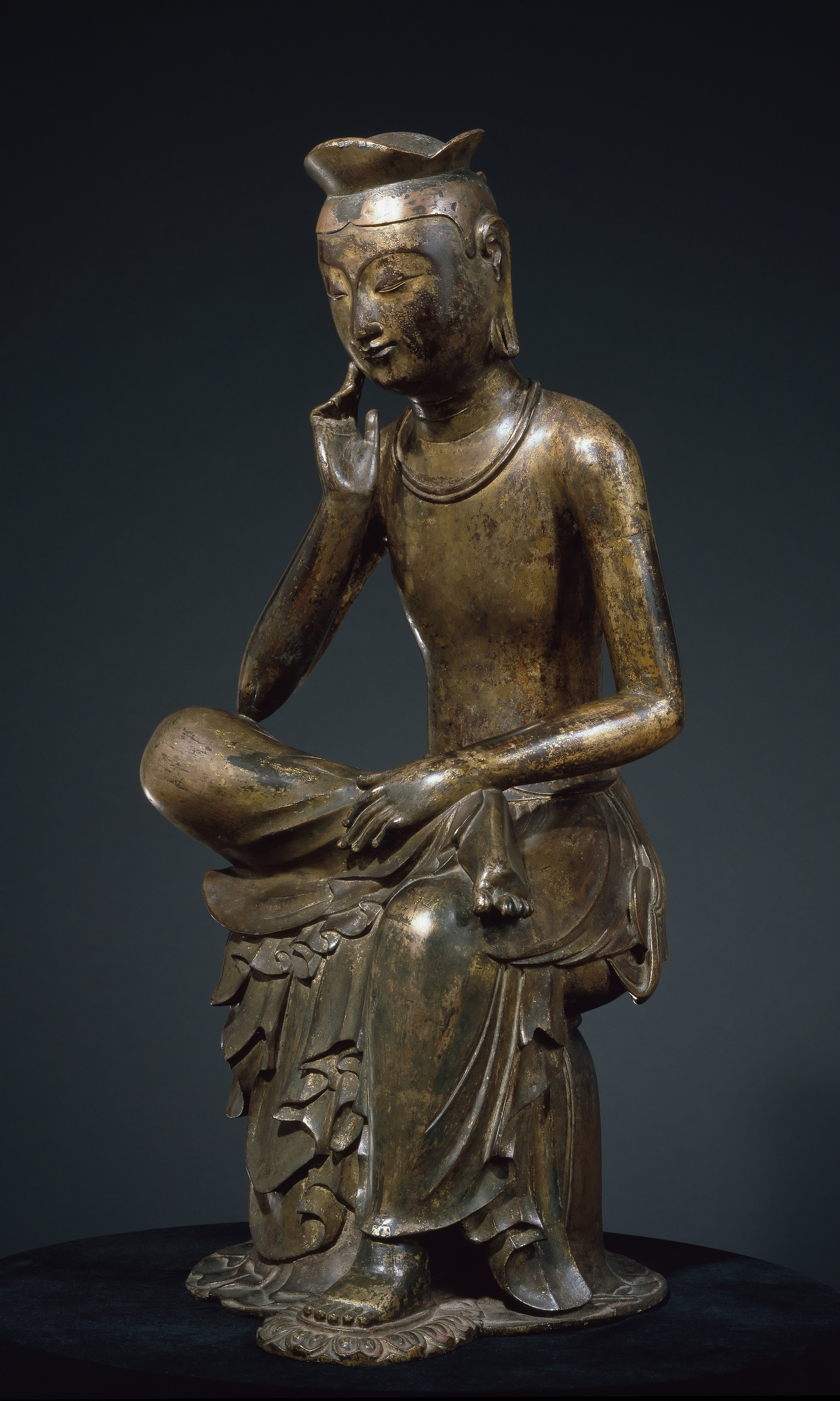
금동미륵보살 반가사유상 7세기경 국보 83호 2
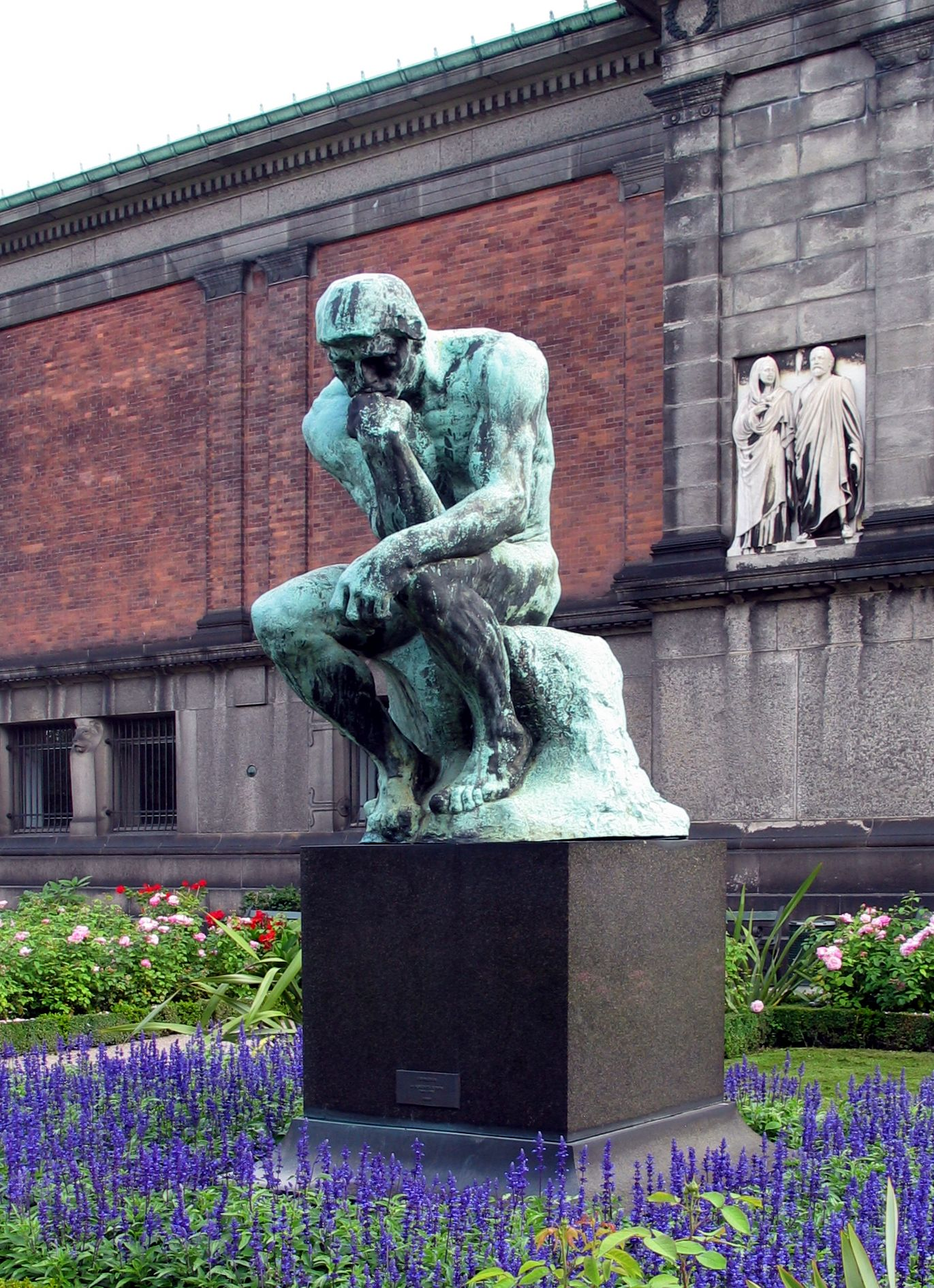
오귀스트 로댕의 생각하는 사람, 1902년 청동제 덴마크 코펜하겐 1
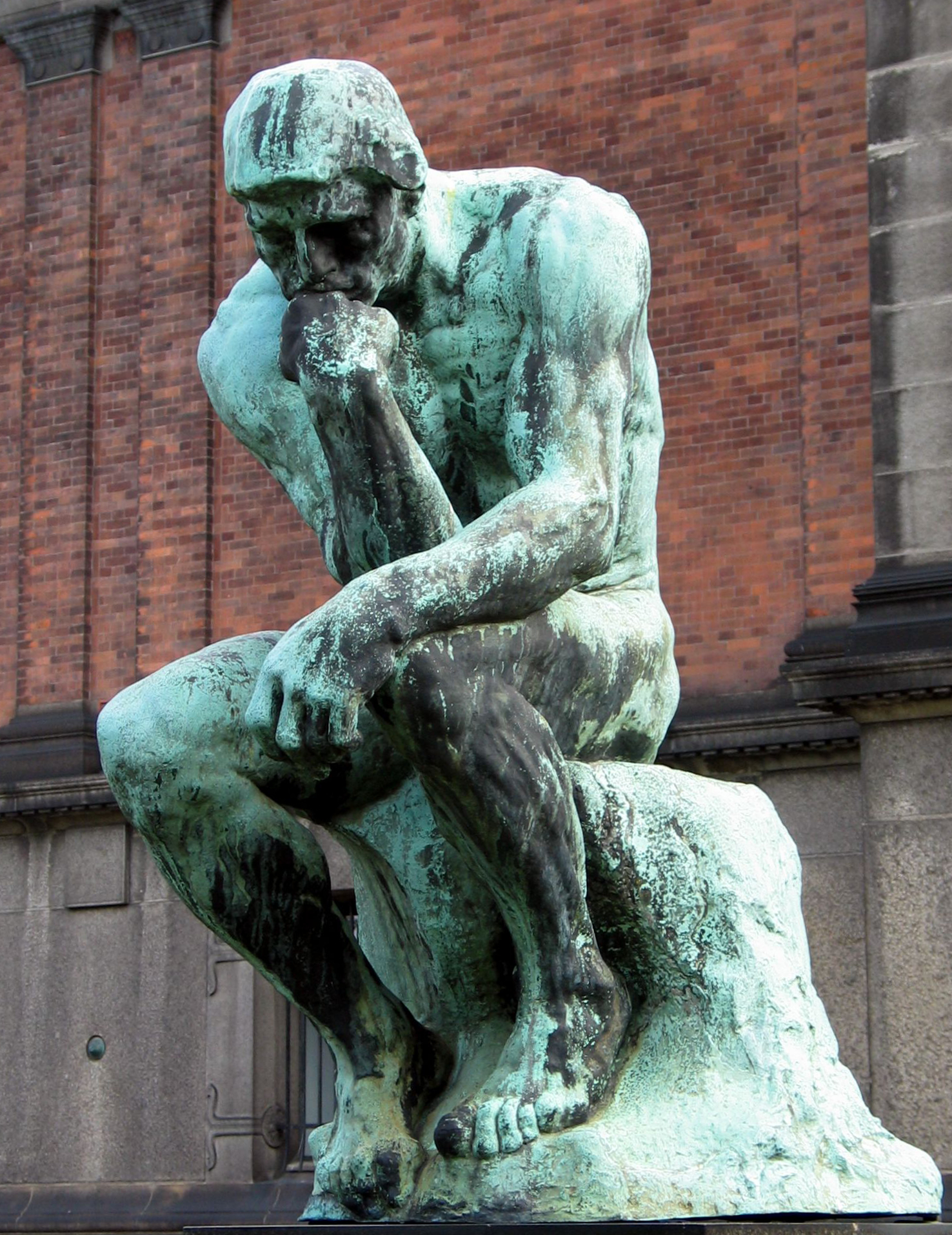
오귀스트 로댕의 생각하는 사람, 1902년 청동제 덴마크 코펜하겐 2
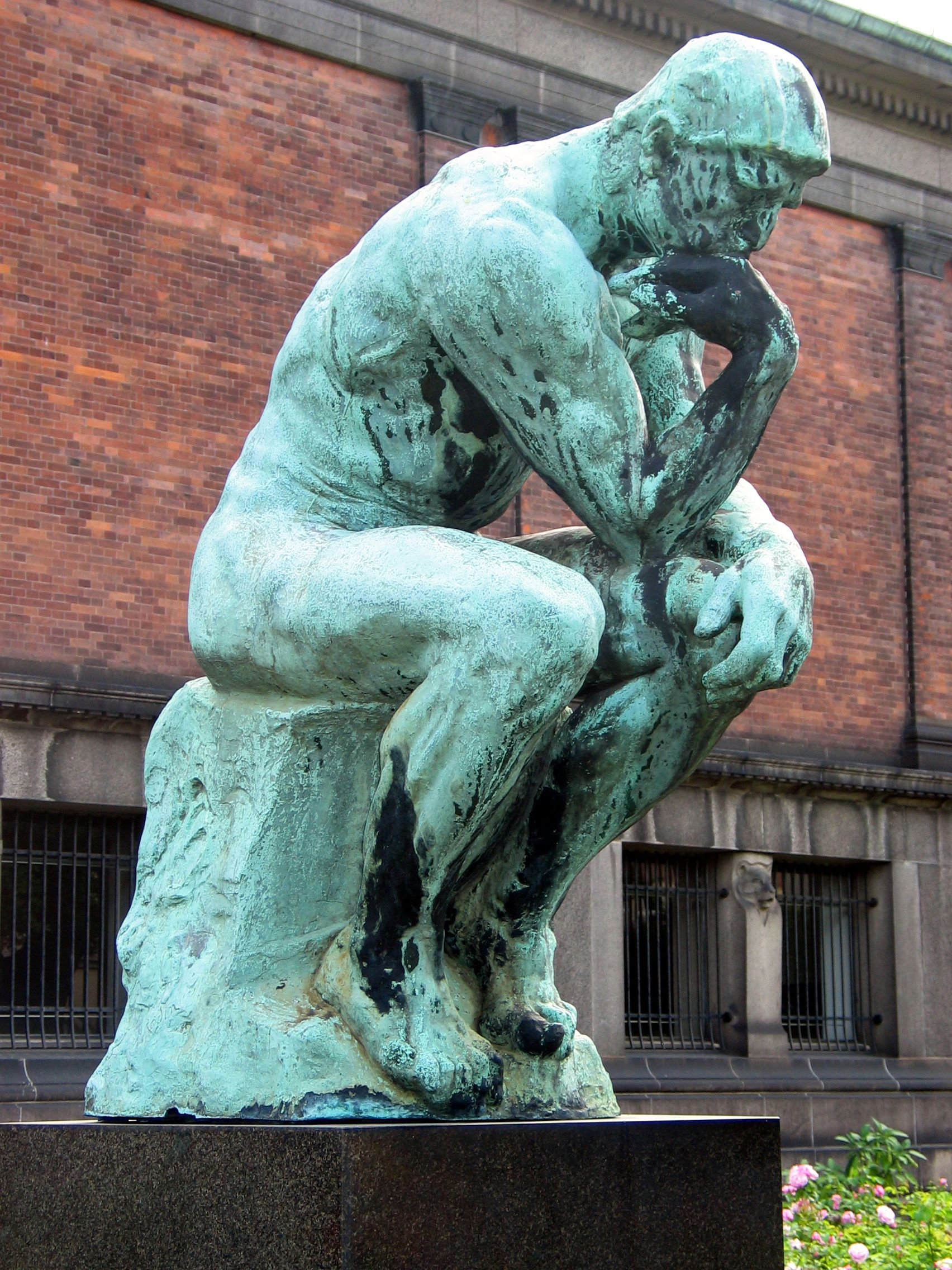
오귀스트 로댕의 생각하는 사람, 1902년 청동제 덴마크 코펜하겐 3